# Tjärnatjärnen, Medelpad
Tjärnatjärnen är en sjö i Sundsvalls kommun i Medelpad och ingår i Ljungans huvudavrinningsområde.